# 中国共产党的意识形态
多年来，特别是在邓小平领导期间，中国共产党的意识形态发生了翻天覆地的变化。尽管外国评论者认为中国共产党缺乏统一的意识形态，但中国共产党仍认定自己是馬克思主義者。

## 意識形態
中国共产党訂定數個指導自身全部活動的中國特色社會主義思想，並且將其視為中國共產黨思想建設、組織建設和作風建設的理論基礎。其中在《中國共產黨章程》提到中國共產黨會堅持社會主義、人民民主專政、中國共產黨領導、遵循馬克思列寧主義和毛澤東思想等四項基本原則，並且明確規定：「中國共產黨以馬克思列寧主義、毛澤東思想、鄧小平理論、『三個代表』重要思想、科學發展觀、習近平新時代中國特色社會主義思想作為自己的行動指南。」馬克思列寧主義是中國共產黨的第一個官方意識形態，內容結合了卡爾·馬克思和弗里德里希·恩格斯在著作中提到的馬克思主義、以及由列寧所提出的列寧主義思想。對此中國共產黨認為馬克思列寧主義揭示了人類社會歷史發展的普遍規律，同時馬克思列寧主義提供解決資本主義矛盾社會的一個未來願景，也就是社會主義社會和共產主義社會必然會取代資本主義社會。而第二個加入的毛澤東思想則被視為是馬克思列寧主義在中國的發展和應用，其中毛澤東思想的內容除了由毛澤東主導外，還包括其他中國共產黨的領導人物共同發想而成。
鄧小平理論則是在中國共產黨第十四次全國代表大會加入到《中國共產黨章程》，其概念包括有中國特色社會主義和社會主義初級階段等論點。鄧小平理論大體上可以視為一種理論總結，認為共產主義的定義中並不包括國有社會主義和計劃經濟等制度安排，同時市場機制實際上是中立的運作方式。此外他還提到中國共產黨需要應對不斷變化的形勢動態，並且要透過「實事求是」的方式來確認某一政策過時與否，進而提出《實踐是檢驗真理的唯一標準》這篇文章與相應的口號。在中國共產黨第十四次全國代表大會上，江澤民重申鄧小平的口號而認為沒有必要質問事情是屬於社會主義還是資本主義，因為重要的判別標準是它的工作模式。之後他更提出適應中國條件的馬克思主義思想「三個代表」，並且在中國共產黨第十六次全國代表大會通過而加入《中國共產黨章程》。中國共產黨黨內的部分人士批評「三個代表」並非屬於馬克思主義、甚至是馬克思主義基本價值觀的背叛，然而支持者認為這是中國特色社會主義的進一步發展。江澤民則主張早期共產黨成員認為共產主義應當實現的生產模式，發展到了今日已經更為複雜而難以體現，同時試圖強制生產方式的改變作為並沒有效果，因為其背後遵循歷史唯物主義的經濟規律而有自然的發展。該理論最為顯著的影響是允許資本家以「新社會階層」身分加入中國共產黨，除了鼓勵其從事「誠實勞動和工作」外，並透過自己的勞動貢獻為中國共產黨打造中國特色社會主義。之後在胡錦濤所主導下，在中國共產黨第十六屆中央委員會第三次全體會議上制定了同樣作為官方意識形態的科學發展觀思想，同時為了因應中國國情而提出科學發展觀的發展與應用，中國共產黨必須堅持建設社會主義和諧社會。
2017年10月24日，中国共产党第十九次全国代表大会宣布将习近平新时代中国特色社会主义思想写入党章。习近平新时代中国特色社会主义思想所要解决的核心问题是“新时代坚持和发展什么样的中国特色社会主义、怎样坚持和发展中国特色社会主义”，该思想“内涵十分丰富”，囊括“五位一体”、“四个全面”、“党领导一切”等政治方略，是“全党全国人民为实现中华民族伟大复兴而奋斗的行动指南。”

## 經濟方針
在《中國共產黨章程》中提到：「中國共產黨在領導社會主義事業中，必須堅持以經濟建設為中心，其他各項工作都服從和服務於這個中心。」在內容中也提到將會持續進行改革開放政策，以求根本上改革限制生產力發展的經濟體制，進而完善社會主義市場經濟體制。其中鄧小平不認為資本主義生產方式和社會主義生產方式的根本區別是自由市場與計劃經濟。對此他表示:「計劃經濟不等於社會主義，資本主義也有計劃；市場經濟不等於資本主義，社會主義也有市場。計劃和市場都是經濟手段。」江澤民支持鄧小平的思想並在中國共產黨會議上多次重申此觀點，認為並沒有一定的機制是資本主義還是社會主義，因為唯一重要的是其工作的方式。與此同時江澤民引入社會主義市場經濟的術語，藉此取代陳雲原先所提的「有計劃的社會主義市場經濟」用語。在中國共產黨第十四次全國代表大會上，江澤民於報告中向其他代表們表示認為社會主義國家「將發揮市場在資源配置中的基礎性」；而在在中國共產黨第十五次全國代表大會上，中國共產黨則將思想主軸改為「使市場在國家宏觀調控下對資源配置起基礎性作用」。之後這一路線則持續到中國共產黨第十八屆中央委員會第三次全體會議，而被重新修正為「使市場在資源配置中起決定性作用深化經濟體制改革」 ，但是在會議中也提到「堅持公有制主體地位，發揮國有經濟主導作用」。
而從中國共產黨的觀點來看，世界分成彼此對立的社會主義和資本主義兩個基礎陣營。中國共產黨認為堅持社會主義的基礎，基於歷史唯物主義的觀點最終會取代資本主義。不過近年來中國共產黨則重新回到卡爾·馬克思的著作，重新嘗試解釋資本主義的全球化發生現象。儘管承認全球化是透過資本主義制度發展而成，中國共產黨領導人和理論家認為全球化本質上並非資本主義。原因在於如果全球化純粹屬於資本主義，這將排除另一種具現代性的社會主義形式。因此無論是社會主義還是資本主義，中國共產黨不將全球化或者市場經濟視為特定階級的性質。而如同鄧小平認為中國可以憑藉資本主義的元素來追求社會主義的現代化建設，對於中國共產黨來說全球化本身性質亦不固定。因此在中國共產黨黨內對於全球化仍屬於樂觀態度，認為儘管當前的全球化是受到資本主義佔有統治地位，但也認為全球化可以推動社會主義的一系列進展。

## 思想改良
雖然非中國分析家普遍認為，中國共產黨已經拒絕正統的馬克思列寧主義和毛澤東思想，或者至少在正統思想的基本思路並沒有繼續沿用，然而中國共產黨本身並不同意。儘管一些評論認為江澤民引進「三個代表」思想理論後，結束中國共產黨長期所承諾的馬克思主義做法；然而中國共產黨黨理論家冷溶則不同意此類看法，認為江澤民透過各種不同的所有制擺脫原來中國共產黨的思想障礙，這作法本身並沒有放棄馬克思主義或社會主義，相對地反而藉由現代化理解馬克思主義和社會主義而強化中國共產黨自身，進而成為具有中國特色的「社會主義市場經濟」的一部分。其中中國共產黨和中華人民共和國仍然將實現真正的「共產主義」作為其「終極目標」，其中中國共產黨聲稱現時的中華人民共和國處於社會主義初級階段。而一部分中國共產黨理論家認為在目前的發展階段「看起來很像資本主義」，另外某一部分理論家則認為「資本主義是共產主義的早期或第一階段」。不過有些人則反對社會主義初級階段的概念，認為這實際上是受知識分子的犬儒主義影響。其中中國分析師羅伯特·勞倫斯·庫恩便表示：「當我第一次聽到這個說法時，我認為它滑稽多於精明，是來自於不滿現實知識份子的黑客宣傳諷刺漫畫。但是初級階段100年的說法來自嚴肅的政治理論家。」
近年來，以外國評論家為首的論點認為中國共產黨沒有主軸思想，中國共產黨的組織採取實用主義，並且僅有在工作層面上感興趣。不過這個從許多層面所得到的簡單觀點也遭到批評其錯誤處很多，因為中國共產黨官方聲明試圖讓其呈現出具有明顯連貫的世界觀。例如在2012年胡錦濤指出西方世界的威脅要分裂中國共產黨，並且指出「西方世界的國際文化強盛，而我們是弱者……思想文化領域是我們的主要目標」，中國共產黨提供大量的資源投入到黨校和發展各具特色的思想論點。在《實踐是檢驗真理的唯一標準》獲得提出前，思想和決策之間是處於演繹的關係，這意味著決策本身是基於對於思想的認識而做出判斷。然而鄧小平認為這一關係必須被顛倒過來，應當透過決策來產生其意識形態，而不是透過周圍的其他方法成形。而中國的政策制定者認為蘇聯解體的原因之一在於其停滯不前的國家意識形態，認為蘇聯共產黨的思維過於僵化而缺乏想像力；對此中國共產黨則認為必須透過實踐行動破除僵化的思想，同時中國共產黨本身的思想必須是動態的，才能夠繼續維護中國共產黨的統治基礎。

## 意识形态的作用
近年来，外国评论家主要争论的是，中国共产党没有意识形态，该党是实用主义的，只对有效的东西感兴趣。
在“实践是检验真理的唯一标准”运动之前，意识形态与决策之间的关系是一种演绎关系，这意味着决策是源于意识形态知识。在邓小平的领导下，这种关系被颠倒了，决策证明了意识形态是正当的，而不是相反。中国政策制定者认为， 苏联解体的原因之一是其停滞的国家意识形态。他们认为，与苏联共产党不同，苏联的意识形态变得“死板、缺乏想象力、僵化、脱离现实”，因此，他们的意识形态必须具有活力以维护党的统治。

## 宗教立场
中国共产党禁止党员加入宗教，但个人信仰不承担任何责任。在毛泽东统治期间，宗教活动受到压制，宗教组织被禁止与外国人接触。 所有宗教组织都是国有的，不是独立的。 与外国宗教机构的关系在1947年和1949年恶化， 梵蒂冈禁止任何天主教徒支持共产党。 在宗教问题上，邓小平比毛泽东更开放，但这个问题在他的领导下一直没有解决。据国家宗教事务总局前局长叶小文说：“在婴儿时期，社会主义运动对宗教持批评态度。在马克思看来，神学已经成为保护德国封建统治阶级的堡垒。因此政治革命必须从批评宗教开始。正是从这个角度出发，马克思说‘宗教是人民的鸦片’。”正是由于马克思的著作，中国共产党才在毛泽东和邓小平的领导下发起了反宗教政策。 
法轮功的盛行及后来国家当局的禁止，导致了1999年召开的为期三天的全国宗教事务工作会议，这是该党历史上最高级别的宗教事务会议。江泽民赞同古典马克思主义关于宗教将消亡的观点，当得知中国的宗教事实上正在增长而不是减少时，他被迫改变了主意。江泽民在全国工作会议的总结讲话中，要求与会者找到一种使“社会主义和宗教相互适应”的方法。他补充说：“要求宗教适应社会主义并不意味着我们希望宗教信徒放弃信仰”。江澤民令叶小文深入研究古典马克思主义著作，寻找借口放开中国共产党的宗教政策。人们发现弗里德里希·恩格斯曾写道，只要问题存在，宗教就能生存。由此，宗教组织获得了更大的自治权。

### 引用
1. 1 2 3  中國共產黨第十九次全國代表大會. . 中國北京: 中國共產黨全國代表大會 （中文（简体））. 中國共產黨以馬克思列寧主義、毛澤東思想、鄧小平理論、『三個代表』重要思想、科學發展觀、習近平新時代中國特色社會主義思想作為自己的行動指南。
2. 1 2 3 4  . 中共中央對外聯絡部.   [2015年6月1日]. （原始内容存档于2006年4月19日） （中文（简体））.
3. ↑  Zhu Ningzhu. . 新華網. 2013年12月26日  [2015年6月1日]. （原始内容存档于2016年3月4日） （英语）.
4. 1 2  傅高義. . 美國劍橋: 哈佛大學出版社. 2011年9月26日: 第684頁  [2015年6月1日]. ISBN 978-0674055445 （英语）.
5. ↑  傅高義. . 美國劍橋: 哈佛大學出版社. 2011年9月26日: 第668頁  [2015年6月1日]. ISBN 978-0674055445 （英语）.
6. ↑  Adrian Chan. . 英國倫敦: 布鲁姆斯伯里出版社. 2003年6月29日: 第180頁  [2015年6月1日]. ISBN 978-0826473073. （原始内容存档于2020年12月11日） （英语）.
7. ↑  傅高義. . 美國劍橋: 哈佛大學出版社. 2011年9月26日: 第685頁  [2015年6月1日]. ISBN 978-0674055445 （英语）.
8. ↑  Adrian Chan. . 英國倫敦: 布鲁姆斯伯里出版社. 2003年6月29日: 第201頁  [2015年6月1日]. ISBN 978-0826473073. （原始内容存档于2020年12月11日） （英语）.
9. ↑  羅伯特·勞倫斯·庫恩. . 美國霍博肯: 約翰威立. 2011年6月15日: 第108頁至第109頁  [2015年6月1日]. ISBN 978-1118085905. （原始内容存档于2020年12月11日） （英语）.
10. ↑  羅伯特·勞倫斯·庫恩. . 美國霍博肯: 約翰威立. 2011年6月15日: 第107頁至第108頁  [2015年6月1日]. ISBN 978-1118085905. （原始内容存档于2020年12月11日） （英语）.
11. ↑  羅伯特·勞倫斯·庫恩. . 美國霍博肯: 約翰威立. 2011年6月15日: 第110頁  [2015年6月1日]. ISBN 978-1118085905. （原始内容存档于2020年12月11日） （英语）.
12. ↑  Misa Izuhara. . 英國卓特咸: 愛德華·埃爾加出版社（英语：Edward Elgar Publishing）. 2014年5月14日: 第110頁  [2015年6月1日]. ISBN 978-0857930293. （原始内容存档于2020年12月11日） （英语）.
13. ↑  Sujian Guo和Baogang Guo. . 美國拉納姆: 羅曼和利特爾菲爾德出版集團公司（英语：Rowman & Littlefield）. 2008年8月15日: 第119頁  [2015年6月1日]. ISBN 978-0739126240. （原始内容存档于2020年12月11日） （英语）.
14. ↑  Sujian Guo和Baogang Guo. . 美國拉納姆: 羅曼和利特爾菲爾德出版集團公司（英语：Rowman & Littlefield）. 2008年8月15日: 第121頁  [2015年6月1日]. ISBN 978-0739126240. （原始内容存档于2020年12月11日） （英语）.
15. ↑  储百亮. . 纽约时报中文网. 2017年10月25日  [2017年12月24日]. （原始内容存档于2017年12月24日）.
16. ↑  刘云山. . 人民日报. 2017年11月6日  [2017年12月24日]. （原始内容存档于2017年12月24日）.
17. ↑  习近平. . 新华网. 2017年10月18日  [2018年4月25日]. （原始内容存档于2018年4月20日）.
18. ↑  Chris Buckley. . 《紐約時報》. 2014年2月13日  [2015年6月1日]. （原始内容存档于2014年2月22日） （英语）.
19. ↑  邓小平.  第三卷. 北京: 人民出版社. 1994. ISBN 978-7-01-001862-1 （中文（简体））.
20. 1 2  傅高義. . 美國劍橋: 哈佛大學出版社. 2011年9月26日: 第682頁  [2015年6月1日]. ISBN 978-0674055445 （英语）.
21. 1 2 3 4  . 《中國日報》. 2013年11月18日  [2015年6月1日]. （原始内容存档于2015年9月24日） （英语）.
22. 1 2 3  Michael Heazle和Nick Knight. . 英國卓特咸: 愛德華·埃爾加出版社（英语：Edward Elgar Publishing）. 2007年10月31日: 第62頁  [2015年6月1日]. ISBN 978-1847201126. （原始内容存档于2020年12月11日） （英语）.
23. 1 2 3 4  Michael Heazle和Nick Knight. . 英國卓特咸: 愛德華·埃爾加出版社（英语：Edward Elgar Publishing）. 2007年10月31日: 第63頁  [2015年6月1日]. ISBN 978-1847201126. （原始内容存档于2020年12月11日） （英语）.
24. ↑  Michael Heazle和Nick Knight. . 英國卓特咸: 愛德華·埃爾加出版社（英语：Edward Elgar Publishing）. 2007年10月31日: 第64頁  [2015年6月1日]. ISBN 978-1847201126. （原始内容存档于2020年12月11日） （英语）.
25. ↑  羅伯特·勞倫斯·庫恩. . 美國霍博肯: 約翰威立. 2011年6月15日: 第369頁  [2015年6月1日]. ISBN 978-1118085905. （原始内容存档于2020年12月11日） （英语）.
26. ↑  沈大偉. . 美國奧克蘭: 加利福尼亞大學出版社. 2008年4月2日: 第104頁  [2015年6月1日]. ISBN 978-0520254923. （原始内容存档于2020年12月11日） （英语）.
27. 1 2  羅伯特·勞倫斯·庫恩. . 美國霍博肯: 約翰威立. 2011年6月15日: 第99頁  [2015年6月1日]. ISBN 978-1118085905. （原始内容存档于2020年12月11日） （英语）.
28. 1 2 3 4 5  羅伯特·勞倫斯·庫恩. . 美國霍博肯: 約翰威立. 2011年6月15日: 第527頁  [2015年6月1日]. ISBN 978-1118085905. （原始内容存档于2020年12月11日） （英语）.
29. 1 2 3 4  Kerry Brown.  (PDF). An International Journal. 2012年8月2日  [2015年6月1日]. （原始内容 (PDF)存档于2014年9月12日） （英语）.
30. 1 2 3  沈大偉. . 美國奧克蘭: 加利福尼亞大學出版社. 2008年4月2日: 第105頁  [2015年6月1日]. ISBN 978-0520254923. （原始内容存档于2020年12月11日） （英语）.
31. ↑  Kuhn 2011，第373頁.
32. ↑  Kuhn 2011，第362頁.
33. ↑  Kuhn 2011，第365頁.

#### 文章
- Abrami, Regina; Malesky, Edmund; Zheng, Yu.  (PDF). University of California Press. 2008: 1–46  [2020-01-10]. （原始内容存档 (PDF)于2016-02-16）.
- Ash, Robert. . The China Quarterly (Cambridge University Press). 2007, (189): 232–286.
- Brown, Kerry.  (PDF). China: An International Journal (National University of Singapore Press). 2 August 2012, 10 (2): 52–68  [2020-01-10]. （原始内容 (PDF)存档于2014-09-12）.
- Chambers, David Ian. . Journal of the American Intelligence Professional (Central Intelligence Agency). 30 April 2002, 56 (3): 31–46  [2020-01-10]. （原始内容存档于2020-07-29）.
- Dynon, Nicholas. . The China Journal (University of Chicago Press). July 2008, 60: 83–109. JSTOR 20647989.
- Hepeng, Ji.  (PDF). The Cato Journal (Cato Institute). Fall 2014, 24 (3): 261–275  [2020-01-10]. （原始内容存档 (PDF)于2017-08-10）.
- Li, Cheng.  30 (4). China Leadership Monitor. 19 November 2009: 1–14  [2020-01-10]. （原始内容存档于2016-06-04）.
- Köllner, Patrick.  (PDF) (232). German Institute of Global and Area Studies. August 2013: 1–30  [2020-01-10]. （原始内容存档 (PDF)于2020-11-17）.
- Miller, H. Lyman.  (PDF) 32 (9). China Leadership Monitor. 19 November 2009: 1–11  [2020-01-10]. （原始内容存档 (PDF)于2020-04-13）.

#### 书籍
- Baum, Richard. . Princeton University Press. 1996. ISBN 978-0691036373.
- Baylis, Thomas. . State University of New York Press. 1989. ISBN 9780887069444.
- Bush, Richard. . Brookings Institution Press. 2005. ISBN 978-0815797814.
- Broodsgaard, Kjeld Erik; Yongnian, Zheng. . Routledge. 2006. ISBN 978-0203099285.
- McCarthy, Greg. Brugger, Bill , 编. . M.E. Sharpe. 1985. ISBN 978-0873323239.
- Carter, Peter. . Oxford University Press. 1976. ISBN 978-0192731401.
- Chan, Adrian. . Continuum Publishing. 2003. ISBN 978-0826473073.
- Chang, Maris Hsia. . Transaction Publishers. 1999. ISBN 978-0765806611.
- Coase, Ronald; Wang, Ling. . Palgrave Macmillan. 2012. ISBN 978-1137019363.
- Ding, X.L. . Cambridge University Press. 2006. ISBN 978-0521026239.
- Feigon, Lee. . Ivan R. Dee. 2002. ISBN 978-1566635226.
- Finer, Catherine Jones. . Ashgate Publishing. 2003. ISBN 978-0754631750.
- Fu, Zhengyuan. . Cambridge University Press. 1993. ISBN 978-0521442282.
- Gao, James. . Scarecrow Press. 2009. ISBN 978-0810863088.
- Gregor, A. James. . Transaction Publishers. 1999. ISBN 978-1412828154.
- Gucheng, Li. . Chinese University Press. 1995. ISBN 978-9622016156.
- Guo, Sujian. . Routledge. 2012. ISBN 978-0415551380.
- Guo, Sujian; Guo, Baogang. . Lexington Books. 2008. ISBN 978-0739126240.
- Heazle, Michael; Knight, Nick. . Edward Elgar Publishing. 2007. ISBN 978-1781956236.
- Izuhara, Misa. . Edward Elgar Publishing. 2013. ISBN 978-0857930293.
- Keping, Yu. . Brill Publishers. 2010. ISBN 978-9004182127.
- Kornberg, Judith; Faust, John. . University of British Columbia Press. 2005. ISBN 978-1588262486.
- Kuhn, Robert Lawrence. . John Wiley & Sons. 2011. ISBN 978-1118104255.
- Latham, Kevin. . ABC-CLIO. 2007. ISBN 978-1851095827.
- Li, Cheng. . Brookings Institution Press. 2009. ISBN 978-0815752080.
- Liu, Guoli. . ABC-CLIO. 2011. ISBN 978-0313357312.
- Joseph, William. . Oxford University Press. 2010. ISBN 978-0195335309.
- Mackerras, Colin; McMillen, Donald; Watson, Andrew. . Routledge. 2001. ISBN 978-0415250672.
- McGregor, Richard.  2nd. Harper Perennial. 2012. ISBN 978-0061708763.
- Musto, Marcello. . Routledge. 2008. ISBN 978-1134073825.
- Smith, Ivian; West, Nigel. . Scarecrow Press. 2012. ISBN 978-0810871748.
- Ogden, Chris. . Routledge. 2013. ISBN 978-1136579530.
- Organisation for Economic Co-operation and Development. . OECD Publishing. 2005. ISBN 978-9264008441.
- Saich, Tony; Yang, Benjamin. . M.E. Sharpe. 1995. ISBN 978-1563241550.
- Schram, Stuart. . Simon & Schuster. 1966. ISBN 978-0140208405.
- Shambaugh, David. . University of California Press. 2008. ISBN 978-0520254923.
- Shambaugh, David. . Oxford University Press. 2013. ISBN 978-0199323692.
- Sullivan, Lawrence. . Scarecrow Press. 2007. ISBN 978-0810864436.
- Sullivan, Lawrence. . Scarecrow Press. 2012. ISBN 978-0810872257.
- Sun, Yat. . Princeton University Press. 1995. ISBN 978-0691029986.
- Unger, Jonathan. . M.E. Sharpe. 2002. ISBN 978-0765641151.
- Van de Ven; Hans J. . University of California Press. 1991. ISBN 978-0520910874.
- Vogel, Ezra. . Harvard University Press. 2011. ISBN 978-0674055445.
- Wang, Gunwu; Zheng, Yongian. . World Scientific. 2012. ISBN 978-9814425834.
- White, Stephen. . Cambridge University Press. 2000. ISBN 978-0521587372.
- Wong, Yiu-chung. . University Press of America. 2005. ISBN 978-0761830740.
- Zhao, Suisheng. . Stanford University Press. 2004. ISBN 978-0804750011.